# Regalskeppet Jupiter (1665)
Jupiter var ett svenskt regalskepp som byggdes på varvet i Lübeck och sjösattes 1665. Hon förekommer i örlogsflottans rullor för 1672 och blev ombyggd och namnändrad till Uppland 1689. Manskapet ombord bestod av 280 sjömän och hundra knektar, bestyckningen av 67 kanoner.
Jupiter deltog i svenska flottans tredje eskader i slaget vid Köge bukt i juli 1677 och hon förliste 1710. Uppges även vara sänkt vid Smörasken i Karlskrona den 15 augusti 1710.